# Dowództwo Okręgu Generalnego „Kielce”

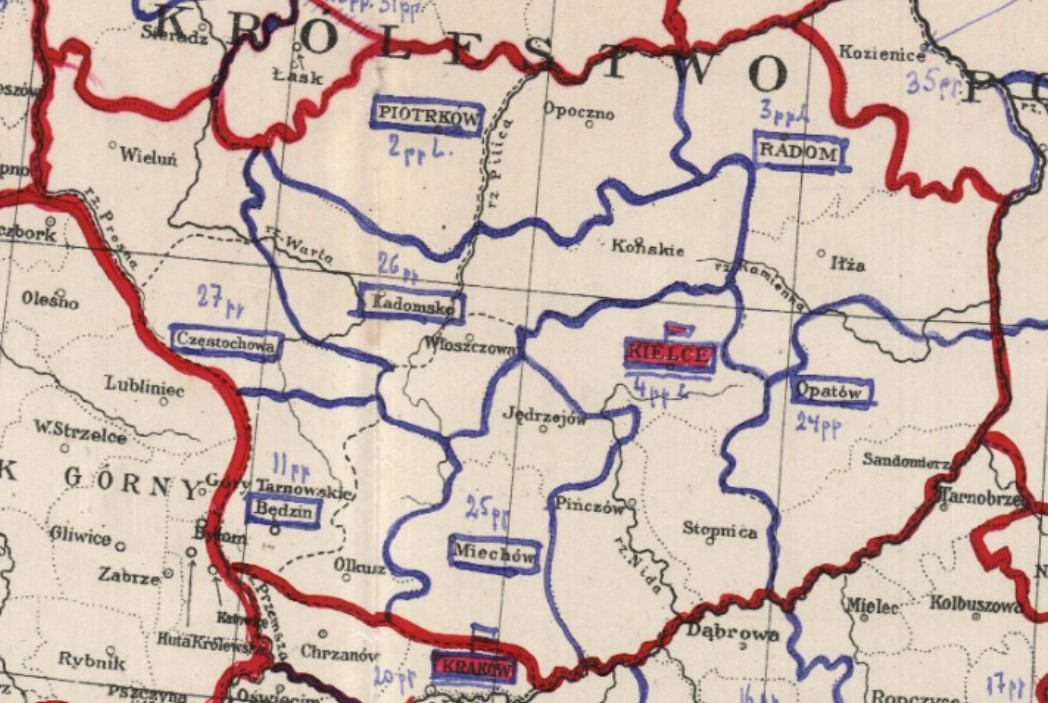
Okręg Generalny Kielce

Dowództwo Okręgu Generalnego „Kielce” (DOGen. „Kielce”, DOGen. III) – terytorialny organ Ministerstwa Spraw Wojskowych, pełniący funkcje administracyjno-gospodarcze, mobilizacyjne i garnizonowo-porządkowe z siedzibą w garnizonie Kielce w latach 1918–1921.

## Historia Okręgu Generalnego „Kielce”
27 października 1918 roku Rada Regencyjna Królestwa Polskiego wydała dekret o przystąpieniu do formowania narodowej armii regularnej na podstawie Tymczasowej Ustawy o powszechnym obowiązku służby wojskowej, którą ogłoszono równocześnie. Artykuł 19 wspomnianej ustawy stanowił, co następuje: „Państwo polskie pod względem służby wojskowej podzielone będzie na określoną liczbę okręgów wojskowych, z których każdy obejmie pewną liczbę powiatów. Podział ten winien być dostosowany do podziału administracyjnego kraju”.
29 października 1918 roku na posiedzeniu Rady Ministrów postanowiono o podziale Królestwa Polskiego na okręgi wojskowe.
30 października 1918 roku Prezydent Rady Ministrów Józef Świeżyński działając w zastępstwie ministra spraw wojskowych i w porozumieniu z Zygmuntem Chrzanowskim, ministrem spraw wewnętrznych podpisał rozporządzenie w sprawie podziału obszaru Królestwa Polskiego pod okupacją austriacką i niemiecką na 15 okręgów wojskowych. Tego samego dnia, w wykonaniu powyższego rozporządzenia, szef Sztabu Generalnego WP, generał dywizji Tadeusz Rozwadowski wydał swój rozkaz o powołaniu między innymi okręgów wojskowych:
- Okręg Wojskowy Nr IV Radomski - płk Leon Billewicz,
- Okręg Wojskowy Nr V Kielecki - płk Włodzimierz Skrzyszewski,
- Okręg Wojskowy Nr VI Piotrkowski - płk Jan Rządkowski,
- Okręg Wojskowy Nr VII Częstochowski - płk Antoni Bronisław Jastrzębski[4],
- Okręg Wojskowy Nr VIII Łódzki - płk Albin Jasiński,
- Okręg Wojskowy Nr X Łowicki - ppłk Franciszek Korewo.

W każdym okręgu przystąpiono do formowania pułku piechoty. Organizowane pułki zamierzano rozwinąć w brygady, a te z kolei w dywizje. Równocześnie powołano trzy lokalne inspektoraty, jako zalążki dowództw dywizji, w tym Inspektorat Kielecki (okręgi wojskowe nr V i VI) z inspektorem, generałem Wacławem Iwaszkiewiczem i szefem sztabu, pułkownikiem Włodzimierzem Bokszczaninem. 10 listopada inspektorowi kieleckiemu podporządkowane zostały okręgi wojskowe VIII i X.
16 listopada 1918 roku Józef Piłsudski mianował generała Iwaszkiewicza dowódcą Okręgu Generalnego Kieleckiego.
17 listopada 1918 roku dokonano reorganizacji terytorialnych władz wojskowych. Zlikwidowano wówczas inspektoraty lokalne i powołano pięć dowództw okręgów generalnych, w tym Dowództwo Okręgu Generalnego III „Kielce”. Dowódcy okręgu generalnego podporządkowane zostały okręgi wojskowe: IV Radomski, V Kielecki, VI Piotrkowski i VII Częstochowski.
27 listopada 1918 roku na terenie DOGen. III ustanowione zostały „władze zaciągowe” obejmujące jedną okręgową komendę uzupełnień przy dowództwie okręgu generalnego, cztery powiatowe komendy uzupełnień przy dowództwach OW (PKU Nr IV-VII) i siedemnastu oficerów ewidencyjnych dla każdego z powiatów. Zasięg terytorialny poszczególnych PKU pokrywał się z granicami okręgów wojskowych i obejmował:
- IV PKU Radom - powiaty: radomski, opatowski, kozienicki, sandomierski i iłżecki
- V PKU Kielce - powiaty: kielecki, jędrzejowski, miechowski, pińczowski, stopnicki
- VI PKU Piotrków - powiaty: piotrkowski, radomszczański, konecki, opoczyński i włoszczowski
- VII PKU Częstochowa - powiaty: częstochowski i wieluński

15 stycznia 1919 roku zatwierdzona została obsada personalna władz zaciągowych:
- komendant Okręgowej Komendy Uzupełnień w Kielcach - płk Antoni Bronisław Jastrzębski,
- komendant IV PKU Radom - ppłk Eugeniusz Lenartowicz,
- komendant V PKU Kielce - płk Wacław Mikułowski,
- komendant VI PKU Piotrków - płk Kazimierz Kamprad.

3 lutego 1919 roku z powodu trudności komunikacyjnych powiat włoszczowski przekazany został z VI PKU Piotrków do VII PKU Częstochowa.
22 kwietnia 1919 roku podjęta została decyzja o przeniesieniu batalionów zapasowych 2, 3 i 4 pułków piechoty Legionów z Jabłonny do Piotrkowa, Radomia i Kielc, i podporządkowaniu ich dowódcy Okręgu Generalnego Nr III.
Z dniem 15 listopada 1921 roku powiaty województwa kieleckiego: częstochowski, konecki, opoczyński i włoszczowski oraz powiaty województwa łódzkiego: piotrkowski, radomszczański i wieluński, włączone zostały do nowo powstałego Okręgu Korpusu Nr IV.

## Instytucje i jednostki wojskowe na terenie DOG III

### Dowództwa i sztaby
- Sztab Inspektoratu Lokalnego Kieleckiego w Kielcach
- Dowództwo Okręgu Generalnego Kieleckiego w Kielcach
- Dowództwo Okręgu Generalnego „Kielce”
- Brygada Lokalna w Piotrkowie
  - szef sztabu brygady - kpt. Henryk Pomazański
- Dowództwo Dworca w Herbach Polskich
- Dowództwo Dworca w Kielcach

Dowódcy dworca – por. Stanisław Mejer (do 24 VIII 1920) i ppłk Antoni Baykowski (od 24 VIII 1920)
- Dowództwo Dworca w Rejowcu
- Dowództwo Dworca w Strzemieszycach
- Dowództwo Dworca w Ząbkowicach
- Dowództwo Kolei Wąskotorowej w Kielcach
- Stacja Zborna dla Oficerów przy Komendzie Miasta w Kielcach
- Kompania Sztabowa Dowództwa Okręgu Generalnego „Kielce”

### Dowództwa lokalne
29 lipca 1920 roku na podstawie rozporządzenia Ministerstwa Spraw Wojskowych L. dz. 1260/Org. O. I. Szt. i rozkazu dowódcy Okręgu Generalnego „Kielce” L.dz. 4330/Wydz. I. Szt. została przeprowadzona reorganizacja istniejących na terenie Okręgu Generalnego „Kielce” dowództw lokalnych. Dowódca Miasta w Kielcach został jednocześnie dowódcą Garnizonu Kielce. Komenda Miasta w Kielcach pełniła równocześnie obowiązki Komendy Placu. Zastępca dowódcy Miasta w Kielcach wykonywał obowiązki komendanta placu. Pozostało dziesięć dowództw garnizonów: Częstochowa, Piotrków, Radom, Ostrowiec, Miechów, Noworadomsk, Pińczów, Sandomierz, Jędrzejów i Będzin dla całego Zagłębia oraz trzy komendy placu: w Częstochowie, Piotrkowie i Radomiu. Ze względu na szczególne warunki lokalne w Zagłębiu dowódca Garnizonu Będzin otrzymał polecenie wyznaczenia, w porozumieniu z dowództwami formacji zapasowych, oficerów placu w Dąbrowie Górniczej i w Sosnowcu. W pozostałych sześciu garnizonach mieli funkcjonować oficerowie placu. Z powodu braku etatowych oficerów placu ich obowiązki mieli wykonywać oficerowie z formacji zapasowych. Komendant (oficer) placu był organem pomocniczym dowódcy garnizonu. Komendant placu posiadał prawa dyscyplinarne dowódcy batalionu, natomiast oficer placu - dowódcy kompanii. Etat oficera placu przewidywał jednego oficera w stopniu kapitana, dwóch podoficerów i trzech szeregowców. Etat komendy placu siedmiu oficerów, jednego urzędnika wojskowego, jedenastu podoficerów, piętnastu szeregowych i dwie maszynistki, natomiast etat dowództwa miasta (obozu warownego) Kielce jedenastu oficerów, jednego urzędnika wojskowego, siedemnastu podoficerów, dwudziestu pięciu szeregowych i dwie maszynistki. 6 sierpnia 1920 roku zniesiono, jako zbyteczne, Dowództwo Garnizonu Granica. W związku z podporządkowaniem Szwadronu Zapasowego 2 Pułku Ułanów dowódca okręgu zarządził utworzenie Dowództwa Garnizonu Staszów. W związku z przeniesieniem Baonu Zapasowego 11 pp z Sosnowca do Będzina 9 listopada 1920 roku Dowództwo Garnizonu Zagłębia Dąbrowskiego także zostało przeniesione z Sosnowca do Będzina.
- Dowództwo miasta Kielce → Komenda Miasta i Placu Kielce
  - dowódca miasta - mjr Oskar Brezany (XI 1918 - I 1919)
  - komendant miasta i placu - płk piech. Aleksander Wołowski (I 1919 - 19 V 1920)
  - komendant miasta i placu - płk piech. Antoni Jastrzębski (19 V 1920 - IV 1921)
  - komendant miasta - ppłk Stanisław Elgas (V - X 1921)
- Komenda Placu w Kielcach
  - komendant placu - kpt. Zygmunt Krudowski (do 2 II 1920)
  - komendant placu - por. Aleksander Wójcicki (od 2 II 1920)
- Dowództwo miasta Radomia
  - dowódca miasta - ppłk Leon Wasilewski
  - dowódca miasta - płk Eugeniusz Pogorzelski (od 6 II 1919)
- Komenda Placu w Radomiu
  - komendant placu - kpt. Feliks Jędrychowski (do 14 III 1920)
  - komendant placu - kpt. Wacław Zbrowski (od 14 III 1920)
- Komenda miasta Piotrkowa
- Komenda Placu w Piotrkowie
  - komendant placu - kpt. Szczęsny Ruciński[12]
  - komendant placu - kpt. Józef Rosywacz (od 25 II 1920[13])
- Komenda Placu w Częstochowie
  - komendant placu - kpt. Wacław Zbrowski (do 14 III 1920)
  - komendant placu - ppor. Szymon Domański (od 14 III 1920[14])
- Komenda Placu w Jędrzejowie
- Oficer Placu w Dąbrowie Górniczej
- Oficer Placu w Sosnowcu
- Oficer Placu w Miechowie
- Oficer Placu w Ostrowcu
- Oficer Placu w Noworadomsku
- Oficer Placu w Pińczowie
- Oficer Placu w Sandomierzu
- Oficer Placu w Jędrzejowie

### Wielkie jednostki
- 2 Dywizja Piechoty Legionów
- 7 Dywizja Piechoty

### Piechota
- II Brygada Piechoty Legionów
- IV Brygada Piechoty Legionów
- XIII Brygada Piechoty
- XIV Brygada Piechoty
- Okręgowy Pułk Piechoty Ziemi Radomskiej (przemianowany na 24 pułk piechoty)
- Okręgowy Kielecki Pułk Piechoty (przemianowany na 25 pułk piechoty)
- Okręgowy Piotrkowski Pułk Piechoty (przemianowany na 26 pułk piechoty)
- Okręgowy Częstochowski Pułk Piechoty (przemianowany na 27 pułk piechoty)
- Legia Akademicka przy Okręgowym Pułku w Piotrkowie (od 9 XI 1918)

Sztabowy oficer inspekcyjny piechoty (od 1 czerwca 1920 roku Okręgowy Inspektor Piechoty, etat płk)
- ppłk Wacław Kluczyński (od 30 X 1919[15] – 2 IX 1920 → dyspozycja Dowództwa Frontu Północno-Wschodniego[16])
- ppłk Michał Zabdyr (p.o. 2 – 27 VIII i 27 VIII – 2 IX 1920[17])
- ppłk Władysław Dragat (18 IX 1920[18][19] – 30 IV 1921 → kierownik Centrum Wyszkolenia Piechoty w Rembertowie[20])
- ppłk Aleksander Zörner (od 5 V 1921[20][21])

Baon Zapasowy 2 pułku piechoty Legionów
Batalion został sformowany na przełomie lutego i marca 1919 roku w Jabłonnie, a po dwóch miesiącach został przeniesiony do Piotrkowa. 9 października 1921 roku został przeniesiony do Pińczowa.

Dowódcy batalionu
- kpt. J. Góra (15 III – VII 1919[22])
- kpt. Mieczysław Kulikowski (VII – 21 XII 1919[22])
- por. / kpt. Aleksander Stawarz (21 XII 1919 – 1 VII 1920[23][24])
- ppłk Edward Bielecki (1 – 12 VII 1920[23])
- mjr / ppłk Stefan Wyspiański (12 VII 1920 – 1 III 1921[23])
- ppłk Stanisław Jaxa-Rożen (1 III – 1922[23])

Baon Zapasowy 3 pułku piechoty Legionów
Batalion został sformowany na przełomie lutego i marca 1919 roku w Zegrzu, pod koniec maja 1919 roku przeniesiony do Radomia.

Dowódcy batalionu
- por. Michał Michna (III - VII 1919)
- ppłk Michał Zabdyr (do 27 VIII 1920 → Okręgowy Inspektor Piechoty[25])
- kpt. Mieczysław Kulikowski (p.o. do 2 IX 1920[16])
- ppłk Michał Zabdyr (od 2 IX 1920[16])
- kpt. Mieczysław Kulikowski (p.o. do 25 XI 1920 → zastępca dowódcy batalionu[26])
- ppłk Juliusz Zulauf (25 XI 1920[26] - 15 III 1921 → dowódca 28 pp)
- mjr Feliks Dobrowolski (do 7 XI 1921 → stan spoczynku)
- kpt. Mieczysław Kulikowski (od 7 XI 1921)

Baon Zapasowy 4 pułku piechoty Legionów
Batalion stacjonował w Kielcach, w koszarach Stefana Czarnieckiego
- dowódca batalionu - kpt. Stefan Jażdżyński

Baon Zapasowy 11 pułku piechoty
Batalion stacjonował w Będzinie, Niepołomicach (od VII 1919), Będzinie (od 11 III 1920), Sosnowcu i ponownie w Będzinie (od 9 XI 1920)

Dowódcy batalionu
- kpt. Kazimierz Osikowski (V 1919 - I 1920)
- kpt. Mieczysław Kulikowski (II 1920 - I 1921)
- kpt. Wojnar (I - III 1920)
- ppłk Stanisław Elgas (III - IV 1921)
- mjr Karol Guilleaume (od 12 IV 1921)

Baon Zapasowy 24 pułku piechoty
Batalion stacjonował w Radomiu, w Kozienicach (od IV 1919), w Ostrowcu Świętokrzyskim (od VIII 1919), w Opatowie (1919), w Ostrowcu Świętokrzyskim (od VIII 1920)

Dowódcy batalionu
- ppłk Wacław Kluczyński (5 III - 24 IX 1919)
- mjr Feliks Dobrowolski (5 X 1919 - 1 XII 1920 → komendant PKU Opatów[29])
- płk Kazimierz Chromiński (1 XII 1920 - 4 XI 1921 → komendant PKU Baranowicze)

Baon Zapasowy 25 pułku piechoty
Batalion stacjonował w Kielcach
- dowódca batalionu - kpt. Franciszek Matuszczak

Baon Zapasowy 26 pułku piechoty
Batalion stacjonował w Piotrkowie
Baon Zapasowy 27 pułku piechoty
Batalion stacjonował w Częstochowie
- I baon 104 pułku piechoty
  - dowódca batalionu - kpt. Ignacy Dorociński
- I baon 111 pułku piechoty
  - dowódca batalionu - kpt. Kazimierz Osinkowski[30]

Formacje stacjonujące przejściowo na terenie Okręgu Generalnego „Kielce”:
Baon Zapasowy Lidzkiego Pułku Strzelców
Batalion stacjonował w Ostrowcu. Z dniem 19 sierpnia 1920 roku, w związku z likwidacją DOGen. Grodno został podporządkowany DOGen. Kielce. 1 grudnia 1920 roku został przeniesiony do Grodna.

Dowódca batalionu - mjr Fryderyk Adasiewicz (od 17 IX 1920)
Baon Zapasowy Grodzieńskiego Pułku Strzelców
Batalion stacjonował w Częstochowie. Z dniem 19 sierpnia 1920 roku, w związku z likwidacją DOGen. Grodno został podporządkowany DOGen. Kielce.

### Jazda
- Sztabowy oficer inspekcyjny jazdy przy DOGen. Kielce – ppłk Wiktor Rozwadowski (1919 – 1920)
- Okręgowy Inspektor Jazdy - płk Alfred Wielopolski (od 24 VIII 1920[34])
- 11 pułk ułanów Legionowych w Pińczowie (przeniesiony z Sandomierza, gdzie formował się od 19 II 1919)
- Dywizjon Kielecki
  - Szwadron Wojewódzki Jędrzejowski → 3 szwadron 11 pułku ułanów Legionowych
  - Szwadron Wojewódzki Radomski → 4 szwadron 11 pułku ułanów Legionowych
  - Szwadron Wojewódzki Noworadomski
- Szwadron zapasowy 1 pułku ułanów w Częstochowie
- Szwadron zapasowy 2 pułku ułanów w Staszowie, 13 października 1920 roku został przydzielony do DOGen. Kielce pod względem terytorialnym i organizacyjnym[35][36]
  - dowódca szwadronu – ppłk Henryk Borowicz (do 12 IX 1920)
  - dowódca szwadronu – mjr Aleksander Rowiński (od 12 IX 1920[37])

Szwadron Zapasowy 2 pułku strzelców konnych
Szwadron stacjonował w Pińczowie. Na podstawie rozporządzenia MSWojsk. Sztab Oddział I L. 20000/Mob. z 6 listopada 1920 roku szwadron został przemianowany na szwadron zapasowy 4 pułku strzelców konnych i przeniesiony w dniach 28 i 29 listopada 1920 roku do Włocławka.
- dowódca szwadronu - mjr / ppłk Tomasz Bogdański[39]

Szwadron Zapasowy 3 pułku strzelców konnych
Na podstawie rozporządzenia MSWojsk. Sztab Oddział I L. 20000/Mob. z 6 listopada 1920 roku Szwadron Szkolny 11 Pułku Strzelców Granicznych został przemianowany na Szwadron Zapasowy 3 pułku strzelców konnych i przeniesiony do Pińczowa, do którego przybył 3 grudnia 1920 roku i zajął koszary zwolnione przez szwadron zapasowy 4 pułku strzelców konnych. W listopadzie 1921 roku został przeniesiony do Wołkowyska. Szwadronem dowodził mjr Piotr Popławski (do 18 sierpnia 1921) i rtm. Wilhelm Wilczyński (od 18 sierpnia 1921).
Formacje stacjonujące przejściowo na terenie Okręgu Generalnego „Kielce”:
Szwadron Zapasowy 6 pułku ułanów
Szwadron stacjonował w Będzinie. Pod względem gospodarczym podlegał Intendenturze Okręgu Generalnego Kraków.

### Artyleria
Oddział II - Oficer Artylerii Sztabu Dowództwa Okręgu Generalnego „Kielce” (2 I - 18 VIII 1919)
- płk art. Jan Aleksander Orłowski (do 18 V 1919 → dowódca VII BA)

Oddział VII Artylerii Sztabu Dowództwa Okręgu Generalnego „Kielce” (18 VIII 1919 - 31 V 1920)
Sztabowy oficer inspekcyjny artylerii Dowództwa Okręgu Generalnego „Kielce” (18 VIII 1919 - 31 V 1920)
Okręgowy Inspektorat Artylerii Dowództwa Okręgu Generalnego „Kielce” w Kielcach przy ul. Bazarowej 7 (od 1 VI 1920)
- ppłk SG Radosław Dzierżykraj-Stokalski (VII 1920)
- ppłk / płk art. Władysław Doliwa-Dobrowolski (od 22 VII 1922)
- ppłk art. Witold Poraj-Kuczewski (od 29 VIII 1920)
- płk art. Czesław Tabortowski (31 III - VII 1921 → dowódca Poligonu Artylerii w Toruniu)
- ppłk / płk art. Józef Karol Luberadzki (od 14 VII 1921)

Szefostwo Artylerii i Służby Uzbrojenia Okręgu Generalnego „Kielce” (2 X - 15 XI 1921).
- II Brygada Artylerii Legionów
- VII Brygada Artylerii
- I dywizjon 2 pułku artylerii ciężkiej Legionów w Radomiu
- I dywizjon 2 pułku artylerii polowej Legionów w Radomiu
- 9 bateria 2 pułku artylerii polowej Legionów w Radomiu
- Dowództwo 7 pułku artylerii ciężkiej
  - dowódca pułku - płk Antoni Aleksandrowicz (do 20 XII 1919 → dowódca 13 pac)
- I dywizjon 7 pułku artylerii ciężkiej w Częstochowie
- III dywizjon 7 pułku artylerii polowej w Częstochowie
- 5 dywizjon artylerii konnej w Staszowie[43]
- Bateria zapasowa 2 pułku artylerii ciężkiej Legionów w Radomiu
  - dowódca baterii - por. / kpt. Włodzimierz Nagórzański[30]
- Bateria zapasowa 2 pułku artylerii polowej Legionów w Radomiu
  - dowódca baterii - kpt. Mieczysław Maciejewski (od 12 VI 1919)
  - dowódca baterii - por. / kpt. Ignacy Biliński (od X 1919)
- Bateria zapasowa 7 pułku artylerii ciężkiej w Częstochowie (VII - 5 VIII 1919 w Radomiu)
  - dowódca baterii - kpt. Jerzy Kaczanowski (od 8 VI 1919)
  - dowódca baterii - por. / kpt. Bronisław Masłowski (od 7 VII 1919)
- Bateria zapasowa 7 pułku artylerii polowej w Częstochowie (VII - 5 VIII 1919 w Radomiu)
  - dowódca baterii - por. Jan Władysław Ryż
  - dowódca baterii - por. Adam Epsztein
  - dowódca baterii - mjr Mikołaj Winnicki (od VIII 1920)
  - dowódca baterii - ppłk Marian Zarzycki
- Bateria artylerii ciężkiej formowana we wrześniu 1920 roku przy baterii zapasowej 7 pułku artylerii ciężkiej w Częstochowie na podstawie rozporządzenia Wydziału I Sztabu DOGen. „Kielce” L. 6520/I. Mob.[44]
  - dowódca baterii - ppor. Kazimierz Buntner
  - oficer baterii - ppor. Michał Głowacki

Formacje stacjonujące przejściowo na terenie Okręgu Generalnego „Kielce”:
- Bateria zapasowa 13 pułku artylerii ciężkiej w Częstochowie (VIII - XII 1920 → Włodzimierz Wołyński)
- Bateria zapasowa 13 pułku artylerii polowej w Częstochowie (VIII - XII 1920 → Dubno)

### Strzelcy Graniczni i Bataliony Celne
- 2 Pułk Strzelców Granicznych w Częstochowie
- Szwadron Zapasowy Strzelców Granicznych
- Dowództwo Baonu Celnego Nr 4 w Ostrowach, pow. częstochowski (obecnie Ostrowy nad Okszą)

### Oddziały Armii Ochotniczej
Inspektorat Armii Ochotniczej przy DOGen. „Kielce” w Kielcach przy ul. Kolejowej 30 (od 15 VII 1920)
- inspektor - ppłk Radosław Dzierżykraj-Stokalski (od 29 VII 1920[45])
- inspektor – płk piech. Kazimierz Chromiński (od 12 IX 1920[46])

Od 10 lipca do 30 września 1920 roku na terenie OGen. „Kielce” wcielono 9706 ochotników, z których 6582 (65%) skierowano na front jako uzupełnienie. Z pozostałych ochotników sformowano cztery kompanie marszowe piechoty, cztery kompanie wartownicze, 206 Pułk Ułanów oraz trzy baterie artylerii.
Ministerstwo Spraw Wojskowych rozporządzeniem Dep. I Br. Gł. Sekcja Jazdy Nr 37864/5419/I. Jazda z 10 sierpnia 1920 roku zabronił tworzenia nowych oddziałów ochotniczych jazdy na terenie OGen. Kielce poza 206 Pułkiem Ułanów. Wszyscy zgłaszający się ochotnicy mieli być odsyłani do Szwadronu Zapasowego 2 psk i użyci do formowania plutonów marszowych.
- 203 pułk strzelecki w Radomiu
- 227 pułk piechoty w Częstochowie
  - dowódca I Baonu Ochotniczego – mjr Józef Schneider (od 17 VIII 1920[49])
  - lekarz – por. lek. dr Mieczysław Bieńkowski (od 24 VIII 1920[7])
  - dowódca 4 kompanii I baonu - por. Marian Szelągowski (od 18 VIII 1920[50])
- 206 pułk ułanów
- Dywizjon Ochotniczy przy baterii zapasowej 7 pułku artylerii polowej w Częstochowie
  - dowódca 2 baterii – por. Jan Bolechowski (od 14 IX 1920[51])
  - dowódca 3 baterii - por. Bernard Hausen (od 17 IX 1920[33])
- Baon Ochotniczy Wartowniczy Nr III w Kielcach[52]
  - dowódca – mjr Julian Żaba (od 24 VIII 1920[53])

| Ilość i stan osobowy formacji ochotniczych sformowanych przez DOGen. Kielce, które odeszły na front | Ilość i stan osobowy formacji ochotniczych sformowanych przez DOGen. Kielce, które odeszły na front | Ilość i stan osobowy formacji ochotniczych sformowanych przez DOGen. Kielce, które odeszły na front | Ilość i stan osobowy formacji ochotniczych sformowanych przez DOGen. Kielce, które odeszły na front | Ilość i stan osobowy formacji ochotniczych sformowanych przez DOGen. Kielce, które odeszły na front | Ilość i stan osobowy formacji ochotniczych sformowanych przez DOGen. Kielce, które odeszły na front | Ilość i stan osobowy formacji ochotniczych sformowanych przez DOGen. Kielce, które odeszły na front | Ilość i stan osobowy formacji ochotniczych sformowanych przez DOGen. Kielce, które odeszły na front |
| nr                                                                                                  | m.p.                                                                                                | baon                                                                                                | komp.                                                                                               | ofic.                                                                                               | pofic.                                                                                              | szer.                                                                                               | uwagi                                                                                               |
| --------------------------------------------------------------------------------------------------- | --------------------------------------------------------------------------------------------------- | --------------------------------------------------------------------------------------------------- | --------------------------------------------------------------------------------------------------- | --------------------------------------------------------------------------------------------------- | --------------------------------------------------------------------------------------------------- | --------------------------------------------------------------------------------------------------- | --------------------------------------------------------------------------------------------------- |
| 202 pp                                                                                              | Piotrków                                                                                            | -                                                                                                   | 1                                                                                                   | 1                                                                                                   | -                                                                                                   | 212                                                                                                 | do dyspozycji Naczelnego Dowództwa WP                                                               |
| 203 pp                                                                                              | Radom                                                                                               | 1                                                                                                   | 1                                                                                                   | 5                                                                                                   | -                                                                                                   | 1060                                                                                                | do 2 DP Leg. i dyspozycji ND WP                                                                     |
| 204 pp                                                                                              | Kielce                                                                                              | 1                                                                                                   | 1                                                                                                   | 1                                                                                                   | 60                                                                                                  | 1000                                                                                                | do Puław i do dyspozycji ND WP                                                                      |
| 211 pp                                                                                              | Sosnowiec                                                                                           | -                                                                                                   | 3                                                                                                   | 3                                                                                                   | -                                                                                                   | 539                                                                                                 | do 7 DP, Brygady Syberyjskiej i do dyspozycji ND WP                                                 |
| 224 pp                                                                                              | Ostrowiec                                                                                           | -                                                                                                   | 1                                                                                                   | 1                                                                                                   | -                                                                                                   | 212                                                                                                 | do dyspozycji ND WP Front Północny                                                                  |
| 225 pp                                                                                              | Miechów                                                                                             | -                                                                                                   | 2                                                                                                   | 2                                                                                                   | 24                                                                                                  | 389                                                                                                 | do 25 pp i do dyspozycji ND WP                                                                      |
| 226 pp                                                                                              | Noworadomsk                                                                                         | -                                                                                                   | 1                                                                                                   | 1                                                                                                   | -                                                                                                   | 212                                                                                                 | do dyspozycji ND WP                                                                                 |
| 227 pp                                                                                              | Częstochowa                                                                                         | 1                                                                                                   | 6                                                                                                   | 16                                                                                                  | 80                                                                                                  | 1787                                                                                                | do 4 pp Leg., 64 pp, 3 Armii i dyspozycji ND WP                                                     |
| razem w piechocie                                                                                   | razem w piechocie                                                                                   | 3                                                                                                   | 16                                                                                                  | 30                                                                                                  | 164                                                                                                 | 5411                                                                                                | |

### Tabory
3 Dywizjon Taborów
Dywizjon został sformowany w styczniu 1919 roku w Kielcach. W sierpniu 1919 został zlikwidowany.

Dowódca dywizjonu i jednocześnie kierownik Działu XII DOGen. „Kielce” - mjr Witold Płatuski.
Szwadron Zapasowy Taborów Nr 3
Szwadron został utworzony w sierpniu 1919 roku w Kielcach na bazie 3 Dywizjonu Taborów. Następnie stacjonował w Chęcinach. 1 grudnia 1920 roku został przeniesiony do Grodna.

Dowódcy szwadronu
- ppłk Feliks Schlarba (VIII - 27 IX 1919 → dowódca Szwadronu Zapasowego Taborów Nr 6 we Lwowie)
- por. Selin-Brünne (X 1919 - 1920)
- kpt. Jan Szofer (od 19 I 1920[54])
- mjr Jan Kostrzewski (do 9 XI 1920 → dowódca Szkół Taborowych w Warszawie[55])
- rtm. Antoni Burchard (p.o. od 9 XI 1920[55])
- mjr Erwin Rössner (do 13 XII 1920 → kierownik Referatu Taborów 6 Armii)
- Szkoła Podkuwaczy Koni przy Szwadronie Zapasowym Taborów Nr 3
- Kolumna Przewozowa DOGen. „Kielce” → Kolumna Przewozowa Nr 3

Kolumna została uruchomiona 3 kwietnia 1921 roku w Kielcach dla potrzeb gospodarczych DOGen. „Kielce”
- Kolumna Przewozowa w Radomiu sformowana na podstawie rozkazu L. 8642/I. Mob. dowódcy OGen. „Kielce”
  - dowódca kolumny - ppor. Adam Krassowski (od 8 VIII 1921)
- Wojskowa Fabryka Wozów w Kielcach
  - kierownik fabryki - mjr Torma
- Warsztaty Taborowe DOGen. „Kielce” w Kielcach, w trzeciej dekadzie października 1921 roku przeniesione do Przemyśla
- Składy Taborowe DOGen. „Kielce” w Kielcach, w trzeciej dekadzie października 1921 roku przeniesione do Przemyśla[57]
- Zapas Koni DOGen. „Kielce” w Białogonie[58] zob. Białogon

### Wojska kolejowe
- Warsztaty Wojsk Kolejowych Nr 2 w Jędrzejowie
- Park Kolejowy w Jędrzejowie

### Pododdziały wartownicze i etapowe
- 1/III Batalion Wartowniczy w Kielcach (B.W. 1/III), 14 VII 1920 roku przeniesiony do Hrubieszowa i podporządkowany DOGen. „Lublin”[59]
  - dowódca batalionu - kpt. Zygmunt Berling
- 2/III Batalion Wartowniczy w Dąbrowie Górniczej
- 3/III Batalion Wartowniczy
- 4/III Batalion Wartowniczy
- 5/III Batalion Wartowniczy → 1/III Batalion Wartowniczy
  - dowódca - mjr Stefan Szumański (od 17 IX 1920[33])
- 6/III Batalion Wartowniczy → 3/I Batalion Wartowniczy
- I Batalion Etapowy Kielecki
- II Batalion Etapowy Kielecki
- III Batalion Etapowy Kielecki
- IV Batalion Etapowy Kielecki w Częstochowie
  - dowódca batalionu kpt. Henryk Pęczalski
- Batalion Zapasowy Wojsk Wartowniczych i Etapowych Nr III w Kielcach, w koszarach Bartosza Głowackiego[60]

### Wojska Telegraficzne i Wojska Radiotelegraficzne
- Półbaon Zapasowy Telegraficzny Nr I w Kielcach, zlikwidowany w listopadzie 1920 roku na podstawie rozkazu MSWojsk. Dep. VII L.dz. 19069/20.S.W.Ł. z 18 października 1920 roku[61][62]
  - dowódca półbaonu – mjr Władysław Sowiński
- III Batalion Telegraficzny w Kielcach, w koszarach Tadeusza Kościuszki[60]
- Kompania Zapasowa Telegraficzna Nr 3
  - dowódca kompanii - kpt. Władysław Sowiński

Z dniem 31 maja 1921 roku została rozwiązana Komisja Gospodarcza Kadry Kompanii Zapasowej Telegraficznej Nr 3.
- Kompania Telegraficzna Szkolna Nr 3 w Kielcach
  - dowódca kompanii – ppor. Zygmunt Gorzędzielski (od XII 1920[34])
- Pluton Telegraficzny Lokalny
- Warsztaty Okręgowe Telegraficzne
- Magazyny Okręgowe Telegraficzne
- Okręgowy Zakład Sprzętów Łączności
- Kurs Telegrafistów Pułkowych w Kielcach

Formacje stacjonujące przejściowo na terenie Okręgu Generalnego „Kielce”:
- Kompania Telegraficzna Jazdy Nr 7 w Ostrowcu (od 18 IX 1920 przydzielona pod względem wyżywienia do Komisji Gospodarczej Baonu Zapasowego Lidzkiego Pułku Strzelców[64])

### Inżynieria i saperzy
- Szefostwo Inżynierii i Saperów DOGen.

Szefowie inżynierii i saperów
kpt. Stanisław I Wilczyński (wz. do V 1921)
płk inż. Włodzimierz Biernacki (od V 1921)
- Kompania Zapasowa Saperów Nr 4 w Sandomierzu → Batalion Zapasowy Saperów Nr IV
  - dowódca kompanii - kpt. Tadeusz Wasilewski (od 16 III 1920[65])
- Batalion Zapasowy Saperów Nr IV w Sandomierzu
- Kompania Uzupełnień III Batalionu Saperów
- Kolumna Narzędziowa Nr
  - dowódca kolumny por. Ignacy Kazimierz Niewiarowski (od 2 II 1920[66])
- Skład Inżynieryjnego Zaopatrywania przy Kieleckim Okręgu Generalnym
- Grupa Fortyfikacyjna Nr 2[67]

Dowódca grupy – ppłk Jan Fogel

### Żandarmeria Wojskowa
- Dowództwo Żandarmerii przy Dowództwie Okręgu Generalnego Kieleckiego → Dywizjon Żandarmerii Wojskowej Nr 3
- Dywizjon Żandarmerii Wojskowej Nr 3 w Kielcach[68]

### Wojska Samochodowe (Automobilowe)
- Autonaczelnictwo Okręgu Generalnego Kieleckiego
  - autonaczelnik - płk Aleksander Kowalewski (od 14 XII 1918)
  - autonaczelnik - kpt. Tadeusz Czechowski (od 23 II 1919)
- I Autokolumna Kielecka → 5 Autokolumna Garażowa
- II Autokolumna Radomska → 6 Autokolumna Garażowa w Radomiu
- III Autokolumna Noworadomska → 7 Autokolumna Garażowa w Piotrkowie
- IV Autokolumna Częstochowska → 8 Autokolumna Garażowa w Częstochowie
- Zapasowa Autokolumna → 5 Autokolumna Zapasowa w Częstochowie
- Okręgowy Autoskład w fabryce „La Czenstochovienne” w Częstochowie, a od listopada 1920 roku w Fabryce Blaszanych Emaliowanych Naczyń „Włodowice” pod Myszkowem[69]
- Autowarsztaty → Okręgowe Warsztaty Samochodowe w listopadzie 1920 roku przeniesione z fabryki „La Czenstochovienne” do fabryki „Włodowice”[69]
  - Oddział Garażowy (zarządzający - Józef Szmidt od 4 III 1919)

### Służba uzbrojenia
- Centralny Magazyn Broni w Kielcach → Magazyn Materiałów Wybuchowych, Okręgowa Składnica Artylerii i Warsztaty Rusznikarskie
- Magazyn Materiałów Wybuchowych w Kielcach do VI 1919 → Okręgowa Składnica Amunicji
  - kierownik magazynu - por. Jan Zalewski
- Okręgowa Składnica Artylerii w Kielcach do VI 1919 → Okręgowa Składnica Amunicji
- Warsztaty Rusznikarskie przy Oddziale VII Artylerii DOGen. „Kielce” w Kielcach przy ul. Prosta 9 (do 15 III 1920)
- Warsztaty Puszkarsko-Rusznikarskie w Kielcach przy ul. Młynarskiej, w zabudowaniach byłej Huty Szklarskiej (od 15 III 1920) → Okręgowy Zakład Uzbrojenia Nr 3
  - Oddział Puszkarski[70]
- Okręgowa Składnica Amunicji w Kielcach od VI 1919 do 4 VIII 1920 → Okręgowy Zakład Uzbrojenia Nr 3
- kierownik składnicy - ppor. Trzebicki
- Okręgowy Zakład Uzbrojenia Nr 3 w Kielcach od 4 VIII 1920
  - dowódca zakładu - kpt. Ludwik Berezowski
  - dowódca zakładu - kpt. Łoś (od I 1921)
  - dowódca zakładu - kpt. Anatol Bielski (do 15 X 1921)
  - dowódca zakładu - kpt. Józef Czereyjski (od 15 X 1921[71])

### Służba intendentury
- Intendentura Okręgu Generalnego Kieleckiego
- Szef Intendentury Okręgu Generalnego „Kielce”
  - mjr int. Stanisław Barzykowski (od 1 IV 1920[72])
  - ppłk Tadeusz Paszyński (od 3 VII 1921)
- zastępca szefa Intendentury Okręgu Generalnego „Kielce”
  - kpt. rach. Wilhelm Beige (od 1 IV 1920[73])
- Oddział Kontroli Rachunkowej przy Intendenturze DOGen. „Kielce” od 20 VII 1920 roku stanowił samodzielny dział Dowództwa Okręgu Generalnego pod nazwą „Dział Kontroli Gospodarczej Okręgu Generalnego Kieleckiego” w składzie wydziału kontroli wstępnej, wydziału kontroli następnej i kasy wojskowej okręgu generalnego[74]
- Wojskowy Okręgowy Urząd Gospodarczy w Kielcach
  - kierownik urzędu - por. Kazimierz Grabowski (2 XI 1918 - 6 XII 1919[75])
- Wojskowy Urząd Gospodarczy w Częstochowie
- Wojskowy Urząd Gospodarczy w Piotrkowie
- Wojskowy Urząd Gospodarczy w Ostrowcu (utworzony 1 maja 1920, zaopatrywał w żywność oddziały i zakłady wojskowe rozlokowane w powiatach: sandomierskim, opatowskim i iłżeckim[76])
- Wojskowy Urząd Gospodarczy w Olkuszu (1 I - 20 1919)
  - kierownik urzędu - por. Bronisław Topolski (1 I - 20 XII 1919[77])
- Wojskowy Urząd Gospodarczy w Strzemieszycach Wielkich (obecnie dzielnica Dąbrowy Górniczej) → Wojskowy Zakład Gospodarczy
- Wojskowy Zakład Gospodarczy w Strzemieszycach Wielkich, zaopatrywał w żywność oddziały i zakłady wojskowe rozlokowane w powiatach: będzińskim, miechowskim i olkuskim, rozwiązany 20 października 1921 roku[78]
  - kierownik urzędu - por. Michał Wąsowicz (1919-1920)
- Kadra Rzemieślnicza w Jędrzejowie
  - dowódca kadry i dowódca garnizonu Jędrzejów - ppor. Wiktor Wistin (do 29 VII 1920 → dyspozycja Baonu Zapas. 24 pp)
  - dowódca kadry i dowódca garnizonu Jędrzejów - ppor. Feliks Rostan (od 29 VII 1919)
- Hurtownia Oficerska Dowództwa Okręgu Generalnego „Kielce” w Kielcach przy ul. Prosta 12
  - Zakład Konfekcyjny przy Hurtowni Oficerskiej DOGen. „Kielce”
  - Oficerskie Warsztaty Szewsko-Krawieckie przy Hurtowni Oficerskiej DOGen. „Kielce” w Kielcach przy ul. Prosta 12 (od 1 II 1920[79])
- Warsztaty Szewsko-Krawieckie DOGen. „Kielce”
- Centralny Magazyn Mundurowy w Kielcach
- Wojskowa Stacja Wyżywienia w Kielcach
  - kierownik stacji - por. Antoni Wenelczyk (do 15 IV 1920)
  - kierownik stacji - sierż. Kazimierz Pawlikowski (p.o. od 15 IV 1920)
- Wojskowa Stacja Wyżywienia w Częstochowie
- Szkoła Podoficerów Rachunkowych przy DOGen. „Kielce” w Kielcach przy ul. Mickiewicza 9 (od 4 II 1920[80])
  - dowódca szkoły - por. Żekoński

### Służba uzupełnień
- Okręgowa Komenda Uzupełnień w Kielcach (do IX 1919)
- IV PKU Radom → PKU 3 pp Leg.
- V PKU Kielce → PKU 4 pp Leg.
- VI PKU Piotrków → PKU 2 pp Leg.
- VII PKU Częstochowa → PKU 27 pp

We wrześniu 1919 roku, na podstawie rozkazu Ministerstwa Spraw Wojskowych z 7 lipca 1919 roku, przeprowadzono reorganizację służby poboru i uzupełnień polegającą na likwidacji Okręgowej Komendy Uzupełnień w Kielcach oraz utworzeniu ośmiu pułkowych komend uzupełnień w miejsce dotychczasowych czterech.
- Powiatowa Komenda Uzupełnień 2 pułku piechoty Legionów w Piotrkowie
- Powiatowa Komenda Uzupełnień 3 pułku piechoty Legionów w Radomiu
- Powiatowa Komenda Uzupełnień 4 pułku piechoty Legionów w Kielcach
- Powiatowa Komenda Uzupełnień 11 pułku piechoty w Będzinie
- Powiatowa Komenda Uzupełnień 24 pułku piechoty w Opatowie (od VIII 1920 w Ostrowcu)
- Powiatowa Komenda Uzupełnień 25 pułku piechoty w Miechowie
- Powiatowa Komenda Uzupełnień 26 pułku piechoty w Radomsku
- Powiatowa Komenda Uzupełnień 27 pułku piechoty w Częstochowie

### Służba remontu
Dowódca Okręgu Generalnego „Kielce” na podstawie depesz M.S.Wojsk. Dep. IV Nr 98/20 Rem. z 11 marca 1920 roku, Nr 178/20 Rem. z 17 marca 1920 roku i rozporządzenia M.S.Wojsk. Dep. IV Nr 64/20 Rem. T. z 20 marca 1920 roku, zarządził skup koni na terenie Okręgu Generalnego „Kielce” i polecił Oddziałowi VIII DOGen. niezwłoczne uruchomienie komisji remontowych. Każda komisja składała się z prezesa, oficera kawalerii, oficera lekarza weterynarii, dwóch pisarzy, jednego wypalacza oraz pięciu szeregowych przydzielonych z Batalionu Zapasowego Wojsk Wartowniczych Nr III. 30 kwietnia 1920 roku został ogłoszony skład komisji remontowych:
- Komisja Remontowa z siedzibą w Kielcach

Prezes komisji - wakat
- Komisja Remontowa z siedzibą w Częstochowie → Komenda Uzupełnień Koni Nr 11 w Częstochowie

Prezes komisji - mjr Kęplicz
- Komisja Remontowa z siedzibą w Radomiu

Prezes komisji - mjr Łaszowski
- Komisja Remontowa z siedzibą w Piotrkowie

Prezes komisji - ppor. Stokowski
6 sierpnia 1920 roku, w celu szybkiego przeprowadzenia poboru koni, utworzono dodatkowe dwie komisje remontowe:
- Komisja Remontowa Nr 9A

Prezes komisji - por. Czewejski, zastępca prezesa Komisji Remontowej Nr 9
- Komisja Remontowa Nr 10A

Prezes komisji - kpt. Szofer, referent rolny w Intendenturze OGen.
16 sierpnia 1920 roku została utworzona kolejna komisja z zadaniem prowadzenia zakupów koni od uchodźców w punktach zbornych Garbatka, Iłża i Opatów.
- Komisja Remontowa Nr 11A

Prezes komisji – płk Michał Szeparowicz de Badenberg

### Służba opieki nad żołnierzem
- Ekspozytura (Oddział) Sekcji Opieki M.S.Wojsk. przy OW Nr IV Radom[85] (kierownik - oficer rachunkowy Jan Połczyński)
- Ekspozytura (Oddział) Sekcji Opieki M.S.Wojsk. przy OW Nr V Kielce (kierownik - por. Bogumił Patoczek)
- Ekspozytura (Oddział) Sekcji Opieki M.S.Wojsk. przy OW Nr VI Piotrków
- Ekspozytura (Oddział) Sekcji Opieki M.S.Wojsk. przy OW Nr VII Częstochowa

### Służba jeniecka
- Oddział Roboczy Jeńców nr 6
- Oddział Roboczy Jeńców nr 8
- Kompania Robotnicza Nr 56 w Kielcach → Oddział Roboczy Jeńców nr 56
- Oddział Roboczy Jeńców nr 72
- Eskorta Oddziału Roboczego Jeńców nr 72 w Radomiu (zlikwidowana 14 maja 1921 roku[21])
- Oddział Roboczy Jeńców nr 128
- Oddział Roboczy Jeńców nr 134 w Kielcach
- Oddział Roboczy Jeńców nr 224

Jeńcy tego Oddziału byli zatrudnieni przy eksploatacji lasów w Nadleśnictwie Lubień k. Piotrkowa. Od 11 listopada 1920 roku przydzielony pod względem gospodarczym do Komisji Gospodarczej Wojskowego Urzędu Gospodarczego Piotrków. Z dniem 17 maja 1921 roku Oddział został przeniesiony z DOGen. Warszawa „pod zwierzchniość administracyjną DOGen. Kielce”.
28 kwietnia 1921 roku dowódca OGen. „Kielce”, w wykonaniu rozkazu MSWojsk. Szt. Oddz. I L. 5000/Jeńc. z 6 kwietnia, nakazał likwidację oddziałów roboczych jeńców na terenie okręgu. Likwidacja wspomnianych oddziałów pozostawała w bezpośrednim związku z rozpoczętą wymianą jeńców wojennych

### Służba sanitarna
Szefostwo Sanitarne Dowództwa Okręgu Generalnego „Kielce”
Szefowie sanitarni (etat generała podporucznika lekarza)
kpt. lek. dr Wiktor Borysiewicz
płk lek. dr Karol Karowski (16 III 1919 - 14 XI 1920 → członek Komisji Kontrolującej gen. Łempickiego)
płk lek. dr Jerzy Kurkowski (23 XI 1920 - 1 VI 1921 → szef sanitarny DOGen. „Białystok”)
gen. ppor. lek. Józefat Janowski (1 - † 16 VI 1921)
płk lek. Oktawian Pilecki (VII - 29 IX 1921 → komendant Szpitala Ujazdowskiego w Warszawie)
płk lek. Bolesław Korolewicz (29 IX - 15 XI 1921)
Zastępcy szefa sanitarnego
mjr lek. Władysław Januszkiewicz (do 26 I 1920 → p.o. komendanta Szpitala Polowego Nr 304)
płk lek. dr. Stefan Miłodrowski (do 23 XI 1920 → dowódca Kompanii Zapasowej Sanitarnej Nr 4 w Łodzi)
ppłk lek. dr Stefan Wachter (od 23 XI 1920)
14 marca 1920 roku dowódca Okręgu Generalnego „Kielce” działając na podstawie rozkazu Ministerstwa Spraw Wojskowych L. 16317/20/Sa/II.Mob. przemianował szpitale załogi na szpitale wojskowe.
Szpital Załogi w Kielcach → Szpital Okręgowy Kielce
Szpital mieścił się przy ul. Kolejowej 9
Komendanci szpitala
mjr lek. dr Witold Dłużyński (do 2 II 1920 → komendant Szpitala Załogi w Stryju)
ppłk lek. Kazimierz Axentowicz (do 7 XII 1920)
płk lek. dr Henryk Hirszfeld (od 7 XII 1920)
Szpital Załogi w Piotrkowie → Szpital Wojskowy w Piotrkowie (od 14 III 1920)
Komendanci szpitala
mjr / ppłk lek. dr Juliusz Kolmer (do 23 II 1920 → komendant Szpitala Zapasowego Nr 2 we Lwowie)
kpt. lek. Edward Jagodziński (od 23 II 1920)
mjr lek. Adolf Jacewski (XII 1920 - 30 IV 1921 → Oddział Naczelnej Kontroli Wojskowej)
mjr lek. Leonard Szmurło (od 30 IV 1921)
Szpital Załogi w Częstochowie → Szpital Garnizonowy Częstochowa
Komendanci szpitala
ppłk lek. Kazimierz Rozwadowski (do 2 II 1920 → komendant Szpitala Załogi w Tarnowie)
kpt. lek. Leonard Jarociński (od 2 II 1920)
mjr lek. dr Władysław Januszkiewicz
Szpital Załogi w Radomiu → Szpital Garnizonowy Radom (Szpital Wojskowy w Radomiu)
Komendanci szpitala
mjr lek. dr Marcin Woyczyński
mjr lek. dr Józef Kossak (do 30 IV 1921 → dyspozycja Ekspozytury MSWojsk.)
Ambulatorium Dentystyczne Szpitala Wojskowego w Radomiu
- Komisja Wojskowo-Lekarska (pomocnicza) w Kielcach
- Zapasowa Kompania Sanitarna w Piotrkowie
  - dowódca kompanii – kpt. lek. dr Wiktor Borysiewicz (do 4 V 1920 → lekarz Komendy Placu i Dowództwa Garnizonu Piotrków[98][99])
- Oddział Szkolny Sanitarny w Garbatce
  - dowódca oddziału - kpt. / ppłk lek. Henryk Trawiński (do likwidacji oddziału w 1920[25])
- Okręgowa Pracownia Bakteriologiczna w Kielcach
  - kierownik pracowni - por. lek. Stanisław Sierakowski
- Pracownia Bakteriologiczna w Częstochowie

Pracownia została utworzona w grudniu 1920 roku. Obsługiwała szpitale w Częstochowie, Piotrkowie, Myszkowie, Zawierciu i Sosnowcu. Kierownikiem pracowni został kpt. lek. dr Wacław Kon.
- Składnica Sanitarna Okręgowa w Kielcach
- Stacja Zborna Uzdrowieńców w Ząbkowicach (obecnie dzielnica Dąbrowy Górniczej)
  - kpt. lek. Karol Ryder
- Ruchoma Kolumna Dezynfekcyjna w Kielcach

Kolumna została utworzona z dniem 10 września 1920 roku. Komendantem kolumny został ppor. san. Juliusz Landsberger. Pod względem administracyjnym kolumna podlegała szefowi sanitarnemu DOGen. Kielce, a pod względem gospodarczym Szpitalowi Okręgowemu. Na wniosek szefa sanitarnego DOGen. Kielce kolumna wykonywała roboty dezynfekcyjne w oddziałach i zakładach okręgu.
Zakłady i instytucje stacjonujące przejściowo na terenie Okręgu Generalnego „Kielce”:
- ppłk lek. dr Marian Eiger 18 sierpnia 1920 roku został oddany do dyspozycji szefa sanitarnego DOGen. Kielce i mianowany kierownikiem wszystkich szpitali wojskowych w Zagłębiu Dąbrowskim[50].
- Szpital Wojskowy „Czortków” w Zawierciu
- Szpital Wojskowy „Hrubieszów” w Radomiu
- Szpital Wojskowy „Pustelnik” w Czarnieckiej Górze (we wrześniu 1920 roku wyjechał z terytorium DOGen. Kielce[102])
- Szpital Wojskowy „Płoskirów” w Dąbrowie Górniczej (na terenie DOGen. „Kielce” do 17 IX 1920[103])

Komendanci szpitala: ppłk lek. Adam Roenig (do 24 VIII 1920) i kpt. lek. Józef Ciechanowski (od 24 VIII 1920)
- Szpital Wojskowy „Włodzimierz Wołyński” w Zawierciu[104]
  - komendant szpitala - mjr lek. Arnold Felicki
- Szpital Wojskowy „Złoczów” w Będzinie
  - komendant szpitala – mjr lek. dr Natan Münz (do 18 VIII 1920[50])
  - komendant szpitala – ppłk lek. dr Leon Czapliński (od 18 VIII 1920[50])
- Szpital Wojskowy „Zwiahl” w Piotrkowie
- Szpital Załogi z Mińska Mazowieckiego w Kielcach[105]
- Szpital Ostrów-Komorowo w Kielcach[25]
- Szpital Wojskowy Jabłonna w Olkuszu[106]
- Szpital Polowy Nr 304
  - p.o. komendanta szpitala - mjr lek. Władysław Januszkiewicz (od 26 I 1920)
- Szpital Polowy Nr 306
  - komendant szpitala - mjr lek. Władysław Januszkiewicz
- Szpital Polowy Nr 307 w Kielcach
  - komendant szpitala - kpt. lek. dr Franciszek Kowalewski (od 9 XII 1919[107])
- Pociąg Szpitalny Nr 15 w Radomiu
  - dowódca pociągu - por. lek. Franciszek Bałaszeskul[108]
- Okręgowa Składnica Sanitarna Lublin w Kielcach[106]

### Służba weterynarii
Inspektor weterynaryjny Dowództwa Okręgu Generalnego „Kielce” - kpt. lek. wet. Pasławski (cz.p.o. od 8 I 1919)
- Centralna Stadnina Ogierów w Piotrkowie
  - dowódca stadniny - rtm. Albin Kajetanowicz (od 23 XI 1918)
- Szpital dla Koni Nr 6 w Dyminach pod Kielcami
- Szpital dla Koni Świerzbowatych Nr 12 w Baryczy
- Składnica Weterynaryjna
- Szkoła Podkuwaczy Koni Dowództwa Okręgu Generalnego „Kielce”
  - kierownik szkoły - rtm. lek. wet. Kazimierz Deszberg (do 26 I 1920)
  - kierownik szkoły - rtm. lek. wet. Maksymilian Szałasny (od 26 I 1920)

### Służba sprawiedliwości
- Sąd Wojenny przy Dowództwie Okręgu Generalnego w Kielcach (zniesiony z dniem 1 III 1919)
  - kierownik Sądu Wojennego i referent prawny Okręgu Generalnego Kieleckiego - kpt. aud. Edmund Kaczkowski (tymczasowo, od 13 XI 1918)
- Sąd Okręgu Generalnego w Kielcach (szef - ppłk Kamil Seyfried od 26 II 1919)
- Sąd Wojskowy Okręgu Generalnego „Kielce”
- Prokuratoria Sądu Wojskowego Okręgu Generalnego „Kielce”
- Sędzia śledczy rejonu Częstochowa
- Sędzia śledczy rejonu Olkusz
- Sędzia śledczy rejonu Radom
- Sędzia śledczy rejonu Nowo-Radomsk
- Wojskowe Więzienie Śledcze Okręgu Generalnego „Kielce”

Więzienie mieściło się w koszarach przy ul. Mickiewicza 9
- - komendant więzienia – ppor. Juliusz Zbyszyński (p.o. od 1 XII 1919[109])

Z dniem 15 maja 1920 roku została utworzona Komisja Gospodarcza przy Wojskowym Więzieniu Śledczym Okręgu Generalnego „Kielce”, do której przydzielono pod względem gospodarczym Sąd Wojskowy Okręgu Generalnego „Kielce”, Prokuratorię Sądu Wojskowego Okręgu Generalnego „Kielce” i sędziów śledczych rejonów: Częstochowa, Olkusz, Radom i Nowo-Radomsk.

### Służba budownictwa wojskowego
Na podstawie Tymczasowej organizacji Budownictwa Wojskowego (Ministerstwo Spraw Wojskowych Oddział I L. 1850/Org. z 22 marca 1920 roku, L. 1943/Org. z 5 marca 1920 roku i L. 3300/Org. z 31 maja 1920 roku) oraz rozkazu L. dz. 3984/20/I dowódcy OGen. „Kielce” Zarząd Budownictwa Wojskowego został przekształcony w Dział Budownictwa Kwaterunkowego Dowództwa Okręgu Generalnego „Kielce”, jako organ rozkazodawczy i kontrolujący. Organami wykonawczymi były rejonowe zarządy budownictwa kwaterunkowego w Kielcach, Częstochowie i Radomiu. Rejonowym zarządom budownictwa kwaterunkowego podlegały kierownictwa nadzorów i dozorów koszarowych, nadzory koszarowe i dozory koszarowe
- Zarząd Budowlany w Kielcach (do 8 III 1919)
- Zarząd Budownictwa Wojskowego w Kielcach (od 8 III 1919)
- Zarząd Budownictwa Wojskowego Okręgu Generalnego „Kielce” w Piotrkowie
- Zarząd Kwaterunkowy w Będzinie
- Zarząd Kwaterunkowy w Częstochowie
- Komisja Kwaterunkowa w Miechowie → Zarząd Kwaterunkowy w Miechowie
- Zarząd Kwaterunkowy w Miechowie (od 15 II 1920[112])
- Komisja Kwaterunkowa w Pińczowie (od 15 II 1920 przydzielona do Zarządu Kwaterunkowego w Miechowie)
- Komisja Kwaterunkowa w Wolbromiu
- Wojskowe Kierownictwo Robót w Będzinie (Kierownictwo Robót Budownictwa Wojskowego)
- Wojskowe Kierownictwo Robót w Częstochowie

### Służba duszpasterska
- Dziekan Okręgu Generalnego Kieleckiego - ks. Tadeusz Jachimowski (od 13 XII 1918)
- Kapelan garnizonu w Będzinie - ks. Kazimierz Matzner
- Kapelan garnizonu w Kielcach - ks. Antoni Matejkiewicz (od 2 XI 1918)
- Kapelan garnizonu w Piotrkowie - ks. Alfons Jędrzejewski, Ojciec Paulin z Częstochowy (od 1 IV 1920)
- Kapelan pomocniczy garnizonu w Ostrowcu - ks. Eugeniusz Kapusta, prefekt gimnazjalny w Ostrowcu (od 22 II 1920)
- Kapelan pomocniczy garnizonu w Radomiu - ks. Stanisław Bilski (od 16 III 1920)
- Kapelan pomocniczy garnizonu w Pińczowie - kanonik Konstanty Aksamitowski, dziekan i proboszcz w Pińczowie (od 20 IV 1920)
- Kapelan pomocniczy garnizonu w Miechowie - ks. Maksymilian Skrzypczyk, wikariusz w Miechowie (od 20 IV 1920[113])

12 lipca 1920 dowódca OGen. Kielce zniósł tymczasową organizację służby duszpasterskiej i wprowadził podział okręgu na rejony duszpasterskie w celu zapewnienia obsługi wszystkim oddziałom:
- Urząd Duszpasterski WP w Kielcach

Urząd obsługiwał jednostki i zakłady stacjonujące na terenie powiatów: kieleckiego, jędrzejowskiego i włoszczowskiego.
Kierownikiem urzędu był ks. kpl. Michał Ziajka
- Urząd Duszpasterski WP w Częstochowie

Urząd obsługiwał jednostki i zakłady stacjonujące na terenie powiatów: częstochowskiego i wieluńskiego,
Kierownikiem urzędu był ks. kpl. Tadeusz Peche
- Urząd Duszpasterski WP w Będzinie

Urząd obsługiwał jednostki i zakłady stacjonujące na terenie powiatów: będzińskiego i olkuskiego.
Kierownikiem urzędu był ks. kpl. Stanisław Matruer
- Urząd Duszpasterski WP w Piotrkowie

Urząd obsługiwał jednostki i zakłady stacjonujące na terenie powiatów: piotrkowskiego i opoczyńskiego.
Kierownikiem urzędu był ks. kpl. Alfons Jędrzejewski
- Urząd Duszpasterski WP w Radomiu

Urząd obsługiwał jednostki i zakłady stacjonujące na terenie powiatów: radomskiego i końskiego (Garbatka).
Kierownikiem urzędu był ks. kpl. Jan Koziński
- Urząd Duszpasterski WP w Sandomierzu

Urząd obsługiwał jednostki i zakłady stacjonujące na terenie powiatu sandomierskiego i na terenie garnizonu Opatów:
Kierownikiem urzędu był ks. kpl. Stanisław Rostafiński
- Urząd Duszpasterski WP w Ostrowcu

Urząd obsługiwał jednostki i zakłady stacjonujące na terenie powiatów: iłżeckiego i ostrowieckiego.
Kierownikiem urzędu był ks. kpl. pomocniczy Eugeniusz Kapusta
- Urząd Duszpasterski WP w Pińczowie

Urząd obsługiwał jednostki i zakłady stacjonujące na terenie powiatów: pińczowskiego i buskiego.
Kierownikiem urzędu był ks. kpl. pomocniczy Konstanty Aksamitowski
- Urząd Duszpasterski WP w Miechowie

Urząd obsługiwał jednostki i zakłady stacjonujące na terenie powiatu miechowskiego.
Kierownikiem urzędu był ks. kpl. pomocniczy Maksymilian Skrzypczyk
- Urząd Duszpasterski WP w Noworadomsku

Urząd obsługiwał jednostki i zakłady stacjonujące na terenie powiatu noworadomskiego.
Kierownikiem urzędu był ks. kpl. pomocniczy Wincenty Olejnik.

### Pozostałe formacje
Okręgowa Szkoła Podoficerska Nr III
18 września 1920 roku Kompania Szkoły Podoficerskiej Nr III przy DOGen. w Radomiu została przemianowana na Okręgową Szkołę Podoficerską Nr III w Radomiu.
Dowódcy szkoły
por. Alfred Ostrowski (24 IX 1920 – V 1921)
kpt. Franciszek Junker (od V 1921)
- Dowództwo Obozu Szkół Piechoty w Radomiu
- Dowództwo Kursu Przeszkolenia Oficerów w Radomiu
  - dowódca – kpt. Władysław Czuma (od 24 IX 1920[118]
- Zarząd majątku Bogucice (majątek dzierżawiony[119])

## Obsada personalna dowództwa okręgu

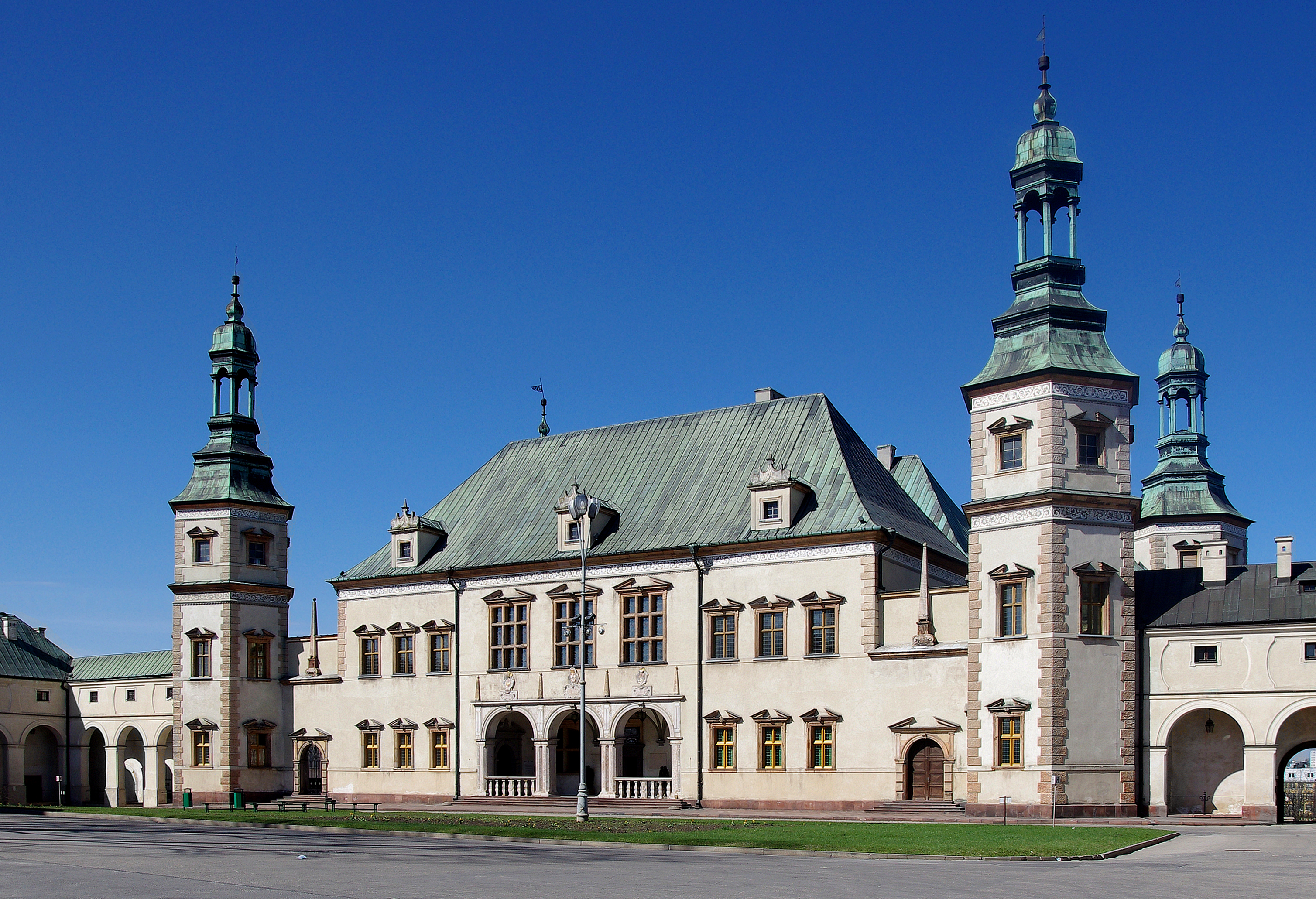
Pałac Biskupów Krakowskich w Kielcach

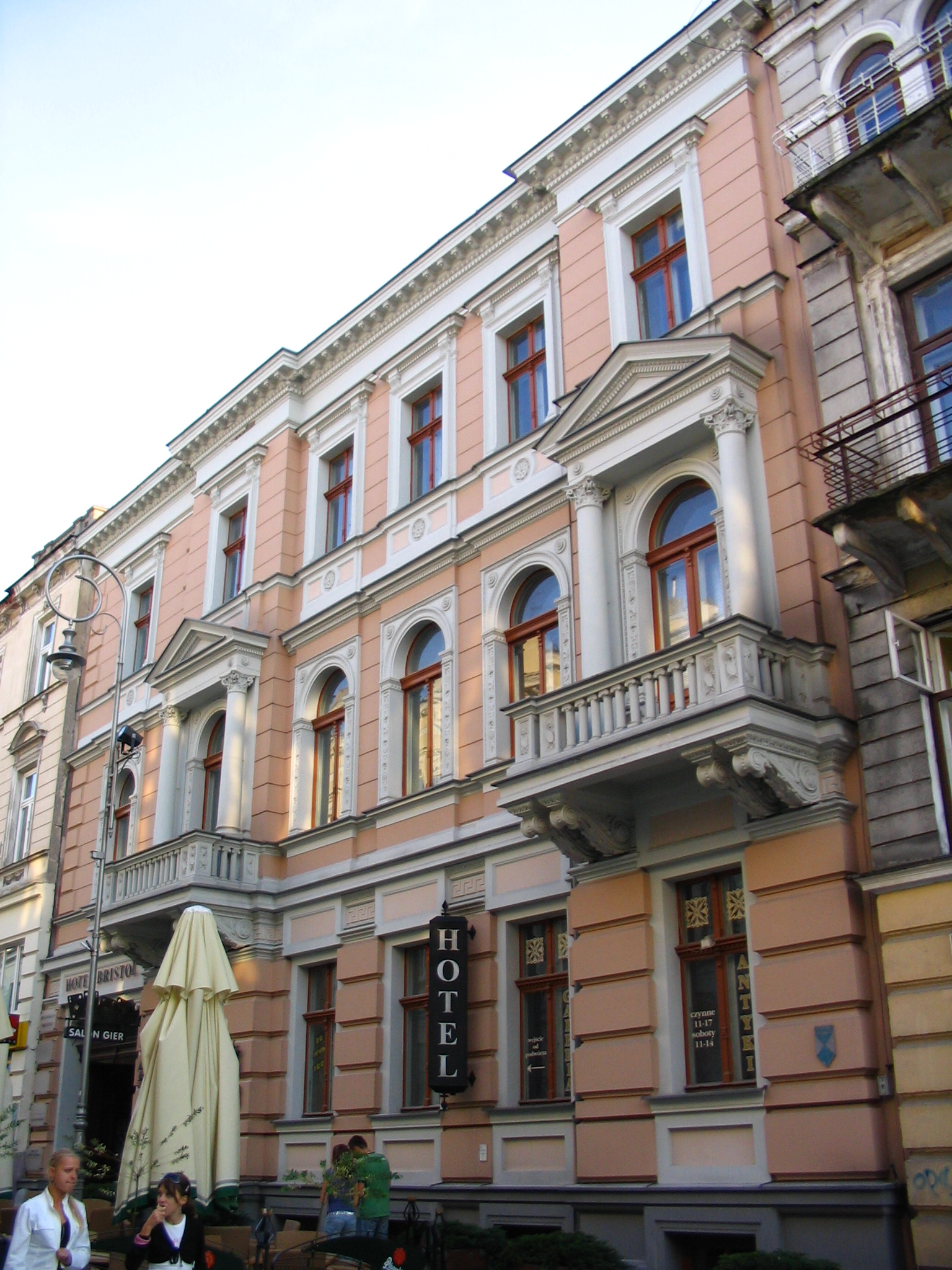
Hotel Bristol

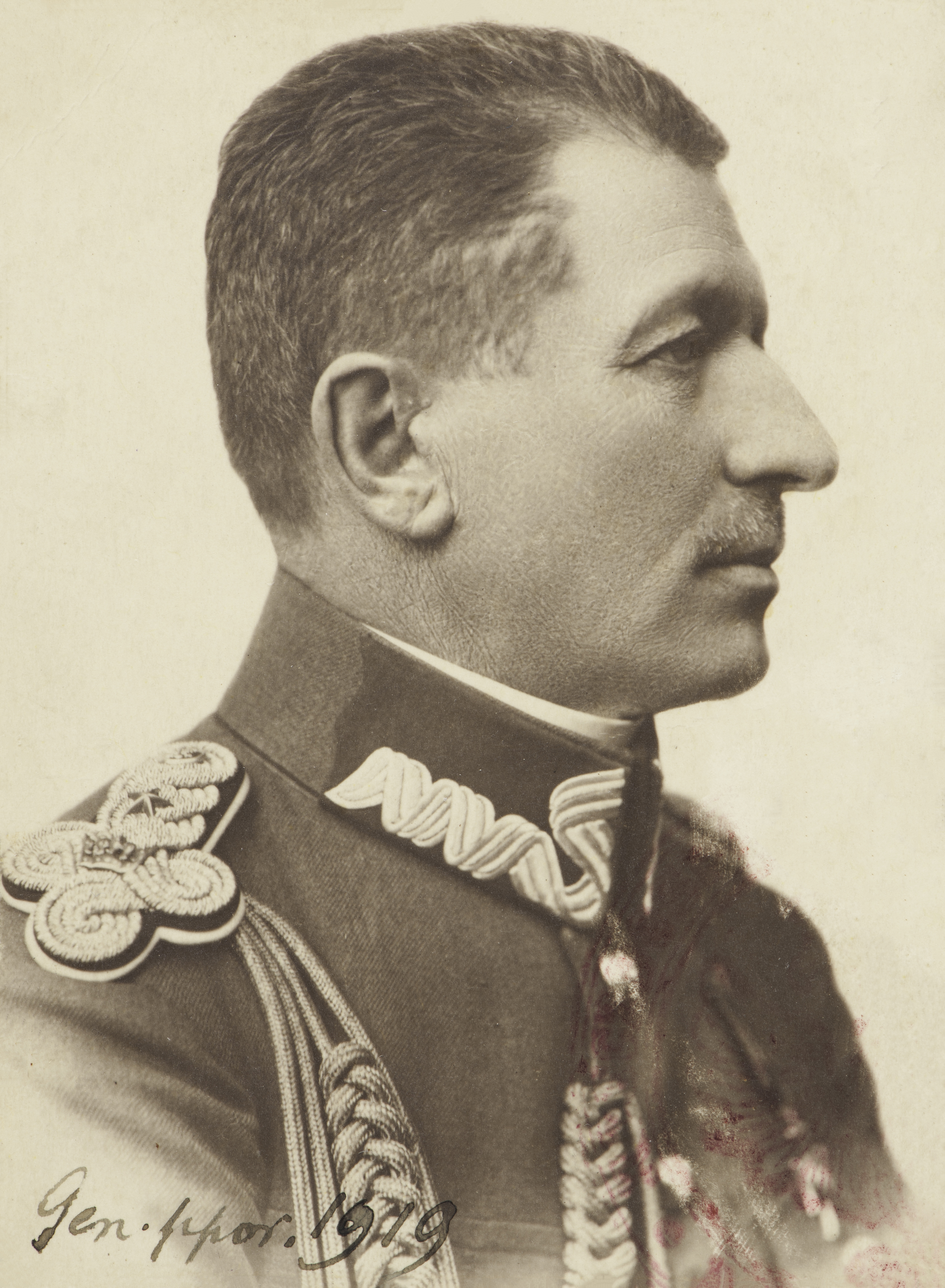
gen. ppor. Franciszek Latinik

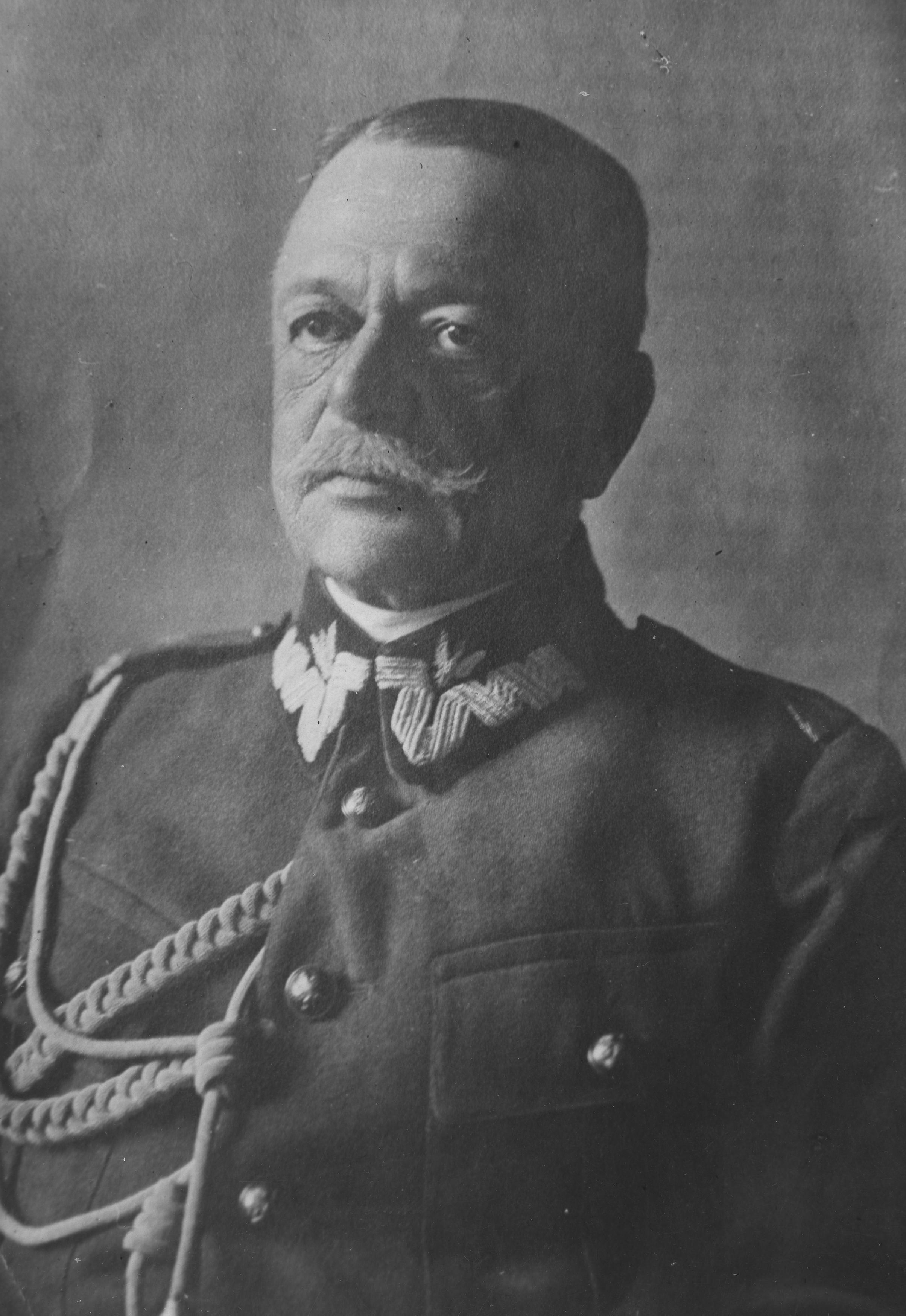
gen. ppor. Władysław Frankowski

31 maja 1920 roku Ministerstwo Spraw Wojskowych wydało rozkaz Oddz. I Org. Mob. nr 3300/Org. Mob. Tymczasowa organizacja Dowództw Okręgów Generalnych. Nowa organizacja obowiązywała od 1 czerwca 1920 roku.
Dowództwo Okręgu Generalnego Kielce mieściło się w kilku budynkach na terenie miasta, a mianowicie:
- Pałac Biskupów Krakowskich w Kielcach – Gabinet dowódcy okręgu, Wydziały Va i Va Sztabu, Dział Kontroli Gospodarczej, Adiutantura Osobista, Komisja Gospodarcza, Kompania Sztabowa, Drukarnia Wojskowa, Centralny Magazyn Przyborów Kancelaryjnych,
- Hotel „Bristol” przy ul. Sienkiewicza – Gabinet szefa sztabu, Wydział I, IIIa i IV Sztabu, Szefostwo Inżynierii i Saperów, Adiutantura DOGen., Kancelaria Główna, Administracja Gmachu i oficer inspekcyjny DOGen.,
- ul. Hipoteczna 43 – Wydział II Sztabu,
- ul. Tadeusza 16 – Wydział IIIb,
- ul. Prosta 7 – Komisja Stała przy Wydziale Vb Sztabu,
- róg ul. Mickiewicza i Wesołej – Wydział VI Sztabu, Sąd Okręgowy,
- ul. Wesoła 16 – Dział Duszpasterski,
- ul. Kolejowa 5 – Dział Sanitarny,
- ul. 3 Maja – Dział Intendentury, Wojskowa Misja Francuska w Kielcach (nr 26),
- ul. Bazarowa – Okręgowy Inspektor Artylerii (nr 7), Dział Weterynaryjny (nr 14), Okręgowy Inspektor Jazdy (nr 40), Okręgowy Inspektor Piechoty (nr 48)[121].

Dowódcy okręgu generalnego
- gen. Wacław Iwaszkiewicz-Rudoszański (od XI 1918)
- gen. ppor. Bolesław Roja (do 3 III 1920 → dowódca OGen. „Pomorze”[122])
- gen. ppor. Władysław Frankowski (p.o. 3 III 1920 – 27 IV 1921[123])
- gen. por. Franciszek Latinik (27 IV[124] - 15 XI 1921 → dowódca OK X[125])

Zastępcy dowódcy okręgu (etat generała podporucznika)
- płk Antoni Jastrzębski (p.o. od 11 XII 1919[126])
- gen. ppor. Zygmunt Łempicki (3 - 30 III 1920)
- płk piech. Aleksander Załęski (od 7 IV 1920[127])
- płk kaw. Tadeusz Sulimirski (od 23 VII 1920)
- płk piech. Wiktor Jarosz-Kamionka (od 25 IX 1921)

Szefowie sztabu okręgu
- płk Włodzimierz Bokszczanin (30 X - 20 XI 1918)
- płk Mieczysław Norwid-Neugebauer (20 XI 1918 - VIII 1919 → szef sztabu DOG „Poznań”)
- płk SG Stanisław Marian Augustyn (9 IX 1919 - 19 IV 1920 → szef sztabu DOG „Grodno”)
- mjr SG Mieczysław Wyżeł-Ścieżyński (19 IV 1920 - 12 VII 1920 → w zastępstwie szef sztabu DOG „Warszawa”)
- kpt. / mjr SG dr Hilary Kossak (od 12 VII 1920)
- ppłk p.d. SG Kamil Jakesch (od 17 III 1921[128])

Zastępcy szefa sztabu
- kpt. SG Alojzy Gluth-Nowowiejski
- ppłk p.d. SG Juliusz Kraśnicki (do 8 V 1920 → Stacja Zborna dla Oficerów w Warszawie[129])
- kpt. SG dr Hilary Kossak (od 8 V 1920[130])

Oddział I (od 1 czerwca 1920 roku Wydział I Organizacyjno-Mobilizacyjny)
Kierownicy oddziału / wydziału
- kpt. Czesław Zajączkowski
- por. Władysław Harland
- por. adj. szt. Tadeusz Rudnicki (1921[131])

Referat Ewakuacyjny „Ewa” (utworzony 18 sierpnia 1920 roku)
- referent - por. Marian Krudowski (od 18 VIII 1920[132])

Szefowie Oddziału II Informacyjnego
- por. Mieczysław Starzyński (1919 - 15 I 1920 → słuchacz II Kursu Wojennej Szkoły Sztabu Generalnego)
- por. / kpt. Jan Korkozowicz (15 I[133] – 16 VIII 1920 → dyspozycja Oddziału II ND WP[52])
- kpt. Bolesław Mikiewicz (16 VIII 1920[134][52] – 1921)
- kpt. Walerian Niedźwiecki (od 1 VIII 1921)

Szefowie Oddziału IV Personalnego (etat ppłk / płk)
- por. Karol Stadler (15 IX 1919 – 1920[126])
- mjr Jan Müller (od 24 V 1920)

Wydział V
- szef wydziału - tyt. ppłk piech. Stanisław Żuprański (do 29 VII 1920 → komendant PKU Poznań[135])
- szef wydziału - mjr / płk piech. Kazimierz Grabowski (29 VII 1920[135] – XI 1921 → szef Poborowy DOK X)

Wydział IV Techniczny (od 1 czerwca 1920 roku)
- kierownik wydziału – płk Franciszek Skrupski
- referent łączności – por. Henryk Doskocil (od 1 VI 1920[136])
- referent samochodowy – por. Cybulski (p.o. referenta i równocześnie dowódca V Autokolumny[137])

Oddział XIII
Oddział XIII został utworzony 6 maja 1920 roku z połączenia Adiutantury Sztabu, Kancelarii Głównej, Oddziału Sztabowego, Drukarni i Kasyna Oficerskiego. Był „przejściową” komórką organizacyjną sztabu. W założeniu miał funkcjonować do czasu wprowadzenia nowej organizacji dowództwa.
- szef oddziału – mjr Stanisław Elgas (od 6 V 1920)

Urząd Opieki nad Grobami Wojskowymi
- kierownik - ppłk Kalikst Kędzierski (20 I[139] – 2 IX 1920[16] oraz ponownie do 7 XII 1920[94])
- kierownik – por. Wiktor Wolski (od 2 IX 1920[16])

Pozostałe osoby funkcyjne
- stały członek Rady Wojewódzkiej z ramienia DOGen. przy Województwie w Kielcach - płk piech. Aleksander Wołowski (20 V – 2 IX 1920)
- szef Oddziału I - kpt. SG Czesław Zajączkowski
- szef Wydziału II Sztabu - kpt. Bolesław Mikiewicz
- kierownik Wydziału IIIa - kpt. adj. szt. Mirosław Kalinka (od 7 VII 1921)
- kierownik Wydziału VI
  - kpt. Stefan Klimczyk (do 26 II 1921 → sędzia śledczy Sądu Wojskowego DOGen. Kraków[140])
  - płk KS Franciszek Skorupski (26 II[140] – V 1921[141])
- kierownik Działu X-A - urz. wojsk. X rangi Bolesław Saski (od 8 III 1920)
- kierownik Kasy Wojskowej OGen. - kpt. Wilhelm Ostrowski (od 15 IV 1920)
- p.o. referenta oświatowego - kpt. KS Edmund Kaczkowski (do 16 IV 1920)
- referent oświatowy - ppor. Franciszek Jamka-Koperski (od 16 IV 1920)
- adiutant osobisty dowódcy OGen. - por. Leon Czechowski (od 3 III 1920[142])